# QBasic
QBasicはQuickBASICを基にしたBASIC系の言語の統合開発環境(IDE)、インタプリタ。IDE上で入力されたコードを中間コードに即座にコンパイルし、要求に応じて解釈実行するという特徴をもつ。少なくともPC/AT互換機の英語モードにおいてはDOSと32ビット版Microsoft Windowsで動作し、DOSBoxとDOSEMUを用いればLinuxとFreeBSDでも動作する。コードの即時評価や、コードの部分修正が可能なデバッガといった独自の機能を備え、10年以上にわたって最先端のIDEを提供していた。
初期のマイクロソフトBASICと違って、QBasicはサブルーチンやwhile文などの構造をサポートするQuickBASICのような構造化プログラミング言語である。行番号は互換性のためにサポートされるが推奨されず、説明的なラベルの使用が推奨される。QBasicはユーザ定義データ型（構造体）を限定的にサポートし、いくつかの基本的な型が文字列や数値データを保持するために使用される。

## 歴史
QBasicはGW-BASICを置き換えることを意図した製品である。QuickBASIC 4.5コンパイラを基にしているが、QuickBASICにあるコンパイラとリンカは含まれていない。以下のようにいくつかのOSに標準で付属しているが、これらは日本語環境では正常に動作せず、あらかじめ英語モードに切り替える必要があった。バージョン1.0はMS-DOS 5.0以上、Windows 95、Windows 98/98SE、Windows NT 3.x、Windows NT 4.0に同梱された。IBMはQBasicに修正を加え、IBM PC DOS 5.xとOS/2 2.0に同梱した。OS/2のコードから作られたeComStationはQBasic 1.0を含んだ。QBasic 1.1はMS-DOS 6.x、およびEDITなしでWindows 95、Windows 98、Windows MEに同梱された。またEDIT.COMはQBASICを必要としなくなり、日本語版に付属するEDIT.COMは日本語環境でも動作するようになった。AT互換機以外では、例えばPC-9800シリーズ版のMS-DOSにQBASICは含まれておらず、EDIT.COMの代わりに独自のスクリーンエディタが付属していたが、PC-9800シリーズ用Windows 95/98ではAT互換機と同様にQBASICなしで動作するEDIT.COMが付属するようになった。Windows 2000より、マイクロソフトはQBasicをオペレーティングシステムに同梱していない（しかし、Windows 2000とWindows XPのためにローカライズされたものがいくつか存在し、フリーウェアとして発表されている）。
（標準添付のMS-DOS Editorと同様に）QBasicは5.0以前（少なくともDOS 3.20まで）のDOSと後方互換である。しかし、Intel 8088やIntel 8086を使用したコンピュータや、Intel 80286を使用したコンピュータの一部では、メモリーのサイズにより動作が非常に遅かったり、全く動作しない場合もある。MS-DOS 7まで、MS-DOS EditorはQBasicを必要とした。EDIT.COMプログラムは、QBasicをエディタのみのモードで起動しているだけであり、またQBASIC.EXEに/EDITスイッチをつけること（すなわちコマンドライン"QBASIC /EDIT"）によってこのモードに入ることができた。

## 例
QBasicでは4つのサンプルプログラムが付属していた:
- Nibbles - ヘビゲームのバリエーション
- Gorillas - 爆発するバナナを投げるゲームで、Tektronix 405x、後にHP 2640で最初に開発された大砲ゲームを元に生み出された
- MONEY MANAGER - パーソナルファイナンスマネージャ
- RemLine - GW-BASICのコードの行番号を削除するプログラム[1]

### "Hello world"
```
PRINT
 
"Hello, World!"

```

### 簡単なゲーム
このプログラムは1-10の範囲の中で無作為に選ばれた数を当てることをユーザに要求する。通常存在する「高い」/「低い」のヒントを提供しない。
```
CLS

PRINT
 
"Guess My Number"
            

INPUT
 
"Would you like to play"
;
 
choice$
     
'INPUT文 - ユーザの入力を受け取る

choice$
 
=
 
UCASE$
(
choice$
)
                   
'入力を完全に大文字にする（例:fkld->FKLD）

IF
 
choice$
 
<>
 
"YES"
 
AND
 
choice$
 
<>
 
"Y"
 
THEN
 
'彼らが遊びたいかどうかを判断する

       
END

END
 
IF

guesses
%
 
=
 
5
                                
'推測する回数を入力する

RANDOMIZE
 
TIMER
                             
'乱数発生器をセットする

target
%
 
=
 
INT
(
RND
 
*
 
10
)
 
+
 
1
 

WHILE
 
guesses
%
 
>
 
0

  
INPUT
 
"Guess a number: "
,
 
guess
%
           
'入力（推測）を取る

  
IF
 
guess
%
 
=
 
target
%
 
THEN
                   
'推測が正しいかどうかを判断する

    
PRINT
 
"You win!"

    
END

  
ELSE

    
guesses
%
 
=
 
guesses
%
 
-
 
1

    
PRINT
 
"Sorry, please try again. You have "
;
guesses
%
;
" guesses left."

  
END
 
IF

WEND

 

PRINT
 
"You ran out of guesses, the number was "
;
 
target
%

END

```

## イースターエッグ
QBasicはいくつかの知られているイースターエッグを持っている。DOSプロンプト上で、QBasicを起動した後タイトル画面が出る前に、Left CTRL+Left SHIFT+Left ALTおよびRight CTRL+Right SHIFT+Right ALTを同時に押すと、プログラマのチームがリストされる。このプログラムは現在のコンピュータでは実行するには速すぎる。古いパーソナルコンピュータ（できればスイッチを入れることによってCPUを4.77MHzに遅くするようなターボボタンを持つもの）または速度を遅くすることが出来るBochsやDOSBoxのようなエミュレータによってもっともうまく実行される。